# L'Arlesiana (Van Gogh 1888)
L'Arlesiana è un dipinto del pittore olandese Vincent van Gogh, realizzato nel 1888 e conservato al Metropolitan Museum of Art di New York.

## Descrizione
È lo stesso van Gogh a descriverci abbastanza dettagliatamente il dipinto: 
(Vincent van Gogh)
I colori forti e brillanti del dipinto sono caratteristici del periodo di Arles. La donna ritratta è Madame Ginoux, proprietaria di un bar dove van Gogh si recava spesso. L'artista realizzò il dipinto, che ricordiamo essere di dimensioni notevoli, in una sola ora, approfittando delle sedute di posa che Madame Ginoux stava concedendo a Gauguin, impegnato nella rappresentazione del locale della signora, in modo tale da confrontarsi con un dipinto dell'amico. A partire dalla tela di Gauguin Vincent nel 1890 ritrasse la Ginoux una seconda volta, in un'opera denominata sempre L'Arlesiana.
Peculiare è l'inquadratura del dipinto, che taglia parte di uno dei libri posati sul tavolo e che sorprende la donna in un atteggiamento pensieroso ma deciso, come se si trattasse di una fotografia scattata a sua insaputa: la Madama, infatti, è ritratta mentre, sedendo su una sedia dallo schienale arancio, si sostiene il capo con un gomito poggiato sul tavolo, gesto interessante proprio perché di rimarchevole naturalezza. La Ginoux, in ogni caso, indossa un foulard blu ai capelli e una pettorina bianca: si tratta di un abbigliamento tipicamente provenzale, e non mancò di accendere l'entusiasmo di Vincent.
Imponente, in quest'opera, il contrasto cromatico vigente tra i blu che compongono la Ginoux e lo sfondo, tinto di un giallo monumentale e uniforme, distintivo del periodo arlesiano del pittore. Si tratta questo di un evidente punto di contatto con l'arte giapponese, che qui riaffiora anche nella notevole semplificazione delle forme della Ginoux. Nonostante l'assoluta predominanza del giallo, che carica il quadro di un'energia straripante, van Gogh articola sapientemente la scena in profondità grazie all'inserimento del semicerchio verde del tavolo e alla disposizione della figura in tre quarti.